# Мир «Ведьмака»
Мир «Ведьмака» (пол. Świat wiedźmina, или англ. Neverland, или англ. The Continent; Ве́дьжминленд, Не́верленд, Контине́нт) — фэнтэзийная вымышленная вселенная, созданная польским писателем Анджеем Сапковским. Описана в цикле «Ведьмак», состоящем из восьми книг и нескольких отдельных рассказов. Позже вселенная также получила своё развитие в созданных на основе произведений Сапковского польском сериале, сериале от Netflix, рок-опере и компьютерных играх.

## Обитатели
Мир Ведьмака населён людьми, эльфами, краснолюдами и прочими разумными видами. В отличие от произведений западноевропейского фэнтези, эльфы, краснолюды, низушки здесь — представители расовых меньшинств. Эльфы и гномы относятся к старейшим обитателям Континента. Люди и эльфы способны смешиваться (в жилах персонажа книги Цири течёт Старшая кровь). В лесах также могут обитать разумные рогатые человекообразные: сильваны, дриады, — и опасные чудовища, такие как лешие и бесы. В болотах живут паукообразные кикиморы, утопцы, водяные. Ведьмаки же являются специально обученными мутантами, основной род деятельности которых — охота на чудовищ, населивших Континент после Сопряжения Сфер.

## Государства

### Нильфгаардская империя
Империя Нильфгаард (пол. Cesarstwo Nilfgaardu) — суверенное государство со столицей в Нильфгаарде, Городе Золотых Башен на реке Альба. Это, без сомнения, наиболее могущественная в политическом, экономическом и военном отношении держава во вселенной, придуманной Сапковским. Империя располагается намного южнее Северных королевств и обладает огромной территорией: она тянется на многие сотни километров с запада на восток и с севера на юг вдоль побережья Великого моря (Wielkie Morze). На востоке от Нильфгаарда располагается обширная пустыня Корат (Pustynia Korath), в которой, при всей её безжизненности, встречаются самые редкие существа этого мира — единороги.
Технологии империи также значительно опережают таковые у нордлингов, равно как и их политическую систему. По отношению к соседям Нильфгаард ведёт агрессивную экспансионистскую политику: в частности, Эмгыр вар Эмрейс инициировал две Северных войны, но объединённые войска Северных королевств оба раза разбивали имперцев под командованием маршала Мэнно Коегоорна — сперва в битве под Содденом, много позже — в битве под Бренной. Во многих ранее покорённых государствах империя насадила марионеточные протектораты (княжества Виковаро, Туссент, Назаир, Гесо, Мехт, Эббинг, Меттина, королевство Свободных Эльфов Дол Блатанна, или Долина Цветов). Воинов Нильфгаарда принято называть нильфами, но нордлинги часто используют лаконичный и в то же время презрительный термин — «чёрные», из-за цвета их брони.
Вероятным основателем Империи был император Торрес. В дальнейшем на престоле поочерёдно сменялось несколько династий, причём зачастую власть переходила из рук в руки насильственным путём. Так, династия Эмрейсов столетиями правила империей, но отец Эмгыра, император Фергус, хоть и происходил из этого очень древнего рода кесарей, был свергнут в результате дворцового переворота, совершённого бунтующей аристократией, мечтавшей о подчинении власти монарха своим интересам.
В конце концов, спустя двадцать лет Эмгыру вар Эмрейсу удалось вернуть трон с помощью чародея Вильгефорца из Роггевеена. После того, как Эмгыр короновался и казнил представителей оппозиции, он установил в стране централизованный абсолютизм, получив почётный титул — Белое Пламя, Пляшущее на Курганах Врагов. Таким образом, о конституционной монархии можно было забыть. Тем не менее, новоиспечённый император продолжил завоевательную политику своего предшественника-узурпатора, чьё имя было старательно вымарано из имперских хроник. Прямой наследницей трона Нильфгаарда является наследная принцесса Цинтры Цирилла (Львёнок из Цинтры), дочь императора Эмгыра и внучка королевы Цинтры Калантэ.
Подчинение чародеев Нильфгаарда государственным интересам абсолютно. Фактически находясь на положении государственных служащих, они обязаны использовать свои магические таланты исключительно на благо империи. Выбор у чародеев весьма простой — либо подчиниться, либо быть казнёнными за измену или изгнанными из страны.
Подданные империи разговаривают на нильфгаардском диалекте Старшей Речи, который отличается уникальным произношением с тянущими гласными звуками. В реальности топонимы и имена нильфов основаны на корнях кельтских языков: валлийского и ирландского (в частности, имя Emhyr по-валлийски означает «король»). В русском переводе устоялась некорректная их транскрипция.
Денежная единица Нильфгаарда — имперский флорен. Национальная религия — культ Великого Солнца.

### Королевство Темерия

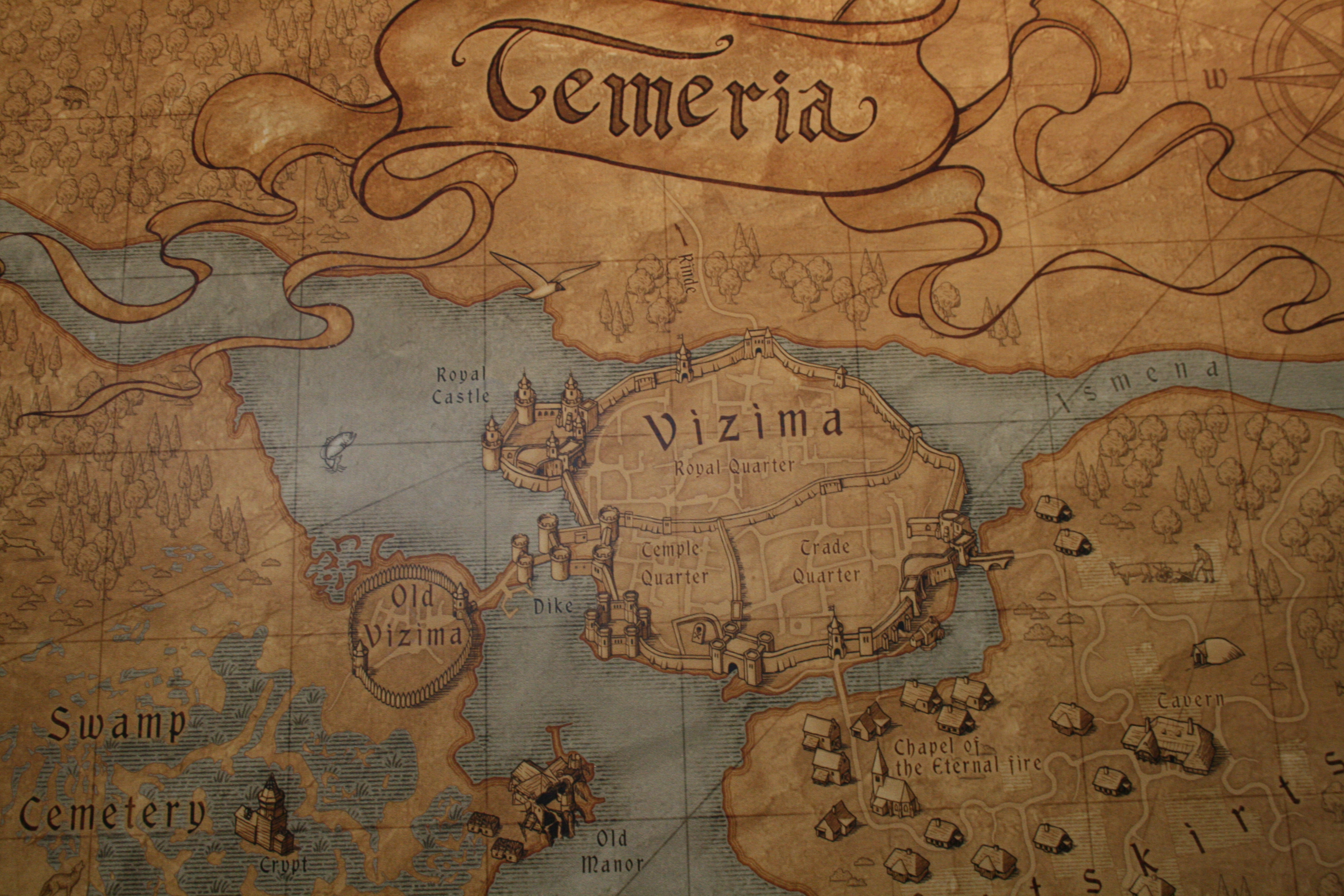
Карта Вызимы (столицы Темерии)

Темерия (пол. Temeria) — одно из самых крупных и могущественных Северных королевств, имеющее важное значение как стратегическое, так и политическое. На протяжении всей истории цивилизации нордлингов темерцы были не только ценными союзниками нордов, но и законодателями некоторых мод в культуре (так, в Темерии варят самое лучшее пиво на севере — темерский херес). Темерия принимала самое непосредственное участие в освобождении королевств Севера от нильфгаардской оккупации. Впрочем, это не значит, что темерцы живут с другими королевствами припеваючи — из-за маленького кусочка земли, известного как Долина Понтара, они веками грызутся с Каэдвеном, Аэдирном и Реданией. Под протекторатом Темерии находится много земель, по количеству вассальных государств темерцы занимают второе место в мире после Нильфгаарда. Самые крупные из них — Махакам, Бругге, Вердэн, Содден и Элландер. Темерии принадлежит остров Танедд, на котором состоялся печально известный бунт чародеев (во время которого пропала Цири и был покалечен Геральт). Раньше, при короле Медделе, Темерия была настоящим оплотом терпимости, в ней могли мирно сосуществовать эльфы, краснолюды, гномы, низушки и люди. Однако после воцарения короля Самбука Темерийского (деда всемирно известного короля Фольтеста) ситуация резко ухудшилась — торговать с Темерией отказался подвластный ей Махакам, богатая земля краснолюдов. Точки кипения противостояние людей и «нелюдей» достигло при короле Фольтесте, когда состоялся знаменитый Вызимский погром, вылившийся в кровавую резню между личной королевской стражей из ордена Рыцарей Пылающей Розы и эльфов-скоя’таэлей под командованием Яевинна; порядок был восстановлен лишь благодаря помощи войск Радовида Реданского. В зависимости от того, выжила Адда, Фольтест может скрепить союз, выдав её за реданского короля.

### Королевство Редания
Редания (пол. Redania) — очень богатое и могущественное королевство, располагающееся на севере. Граничит с государствами Хенгфорской лиги на севере (Ковир и Повисс), Темерией на юге и Каэдвеном на востоке. Свою силу и могущество набирало постепенно, несмотря на спады, всегда было ключевой страной Севера. Столицей Редании является Третогор, а местная валюта, новиградские кроны — является самой ходовой валютой севера (практически наравне с темерским ореном). Вообще, в Редании есть три города, которые действительно заслуживают внимания — столица Третогор, Оксенфурт с его университетом и Новиград, крупнейший торговый город Севера. Фактически, Новиград является вольным городом, мало зависящим от короны, а нахождение там резиденции иерарха Вечного Огня добавляет Новиграду значение как центра этого культа. После признания независимости Ковира экономика Редании сильно пошатнулась, но по-прежнему остаётся одной из самых влиятельных на севере. Реданцы неоднократно предпринимали неудачные попытки покорить мятежное графство Ковир и в итоге вынуждены были признать его независимость. В нильфгаардских войнах Редания выступала против агрессии Империи, в зависимости от выбора игрока в третьей части король Радовид может отбросить войска Нильфгаарда за Яругу и объединить Север под властью реданского орла, а также окончательно подчинит своему контролю Новиград.

### Королевство Каэдвен
Каэдвен (пол. Kaedwen) со столицей в Ард Каррайге, управляемый королём Хенсельтом, является самым агрессивным королевством севера. Так, Хенсельт неоднократно заявлял о своих правах на всю Долину Понтара (после убийства короля Фольтеста в пограничный с Аэдирном городок Флотзам вошёл каэдвенский гарнизон). Каэдвен постоянно спорит с Аэдирном из-за Верхнего Аэдирна (Каэдвен считает эту землю своей и называет её маркграфством Нижняя Мархия).

### Королевство Аэдирн
Аэдирн (пол. Aedirn) — одно из крупнейших королевств Севера. Граничит с Каэдвеном на севере и с Темерией и Реданией на западе. Было захвачено и разграблено в ходе войны с Нильфгаардом. Столицей Аэдирна является Венгерберг, родина одной из главных героинь саги Йеннифэр.

### Ковир и Повисс
Ковир и Повисс (пол. Kovir i Poviss) — самое северное и самое богатое королевство. Раньше было частью Редании, но по результатам Первого эксетерского трактата получило независимость и признание со стороны Редании, против которой и велась война. У государства две столицы — зимняя (Лан Эксетер) и летняя (Понт Ванис). Королевство богато в основном за счёт горнодобывающей промышленности. Большая часть стекла производится именно здесь. Официально сохраняло нейтралитет в войне с Нильфгаардом.

### Другие
- Цинтра

Это небольшое, но процветающее королевство с выгодным стратегическим расположением в устье реки Яруги (Jaruga) граничило с нильфгаардской провинцией Назаир. Цинтра была захвачена нильфами во время Первой Северной войны: имперские войска сожгли дотла столицу страны с одноимённым названием и убили почти всех горожан, в том числе большую часть цинтрийской аристократии во главе с королевой Калантэ, бабушкой Цири. Когда Цинтра стала имперской провинцией Нильфгаарда, многие её жители эмигрировали в Верден (Verden), Брюгге (Brugge) или Темерию, или на острова Скеллиге. В ходе Второй Северной войны активное наступление темерской армии на Цинтру вынудило императора Эмгыра вар Эмрейса вести боевые действия на два фронта. После заключения мира престол официально заняла Цирилла Фиона Элен Рианнон, королева Цинтры, княжна Брюгге, герцогиня Содденская, наследница Скеллиге, сюзерен Атре и Аб Ярра, она же Львёнок из Цинтры и Дитя Предназначения. На самом деле под этим именем скрывалась осиротевшая цинтрийская аристократка, которую император Эмгыр выдал за настоящую Цири и взял в жёны исключительно из политических соображений (впоследствии к этому добавились и его личные мотивы). В результате этого венценосного брака Цинтра вошла в династическую унию с Нильфгаардской империей, утратив, впрочем, статус суверенной державы.
- Лирия и Ривия

За Махакамскими горами, на востоке от Темерии, находится её давний союзник Ривия — номинальная «родина» ведьмака Геральта. Благодаря браку здешнего короля с Мэвой, правительницей соседней Лирии, обе страны объединились в династическую унию. Муж Мэвы к началу Саги уже умер, поэтому королева управляла обеими странами. Ривия и Лирия оказались одной из первых жертв нильфгаардской агрессии, причём оккупировали их быстро и почти без сопротивления. Однако дальнейшая судьба королевств оказалась различна. Купечество и цеха Ривии буквально принудили королеву Мэву к сдаче, ибо опасались за свои богатства. А вот в Лирии, отчем королевстве правительницы, началась партизанская война. Мэва и её сторонники нашли приют в Ангрене, откуда постоянно совершали рейды на оккупированную родину. В эти жестокие времена Мэва проявила себя с самой лучшей стороны, завоевав огромное уважение подданных.
- Вердэн

Королевство, расположенное на правом берегу Яруги. В основном, строит свою экономику на рыболовстве и торговле морепродуктами. Это королевство сыграло в Северной войне неоднозначную роль. Поначалу вердэнский король Эрвилл стал вассалом Нильфгаарда, ибо опасался агрессивной политики Фольтеста Темерийского. Однако в результате государственного переворота Эрвилл отрёкся в пользу своего сына Кистрина, который перешёл на сторону северной коалиции. В дальнейшем вердэнцы держались очень стойко, не позволив имперцам захватить их королевство и ударить по Темерии.
- Бругге

Королевство, расположенное севернее течения Яруги. Один из главных неудачников войны. Король Бругге Вензлав пытался вынудить дриад отдать ему значительную часть Брокилона — аж до Вердэна, — разумеется, безуспешно. Кроме того, Вензлав проводил политику притеснения нелюдей: в Бругге часто вспыхивали погромы. Опасаясь агрессии Нильфгаарда, Вензлав признал себя вассалом короля Фольтеста, в результате чего страна превратилась в протекторат Темерии.
- Государства Хенгфорской лиги

Хенгфорской лигой (пол. Liga z Hengfors) принято называть юридически закреплённый союз небольших королевств севера (заключённый в городе Хенгфорс, столице одноимённого карликового княжества) — Нарок, Тальгар, Вельгад и Хенгфорс. В лигу также входят королевство Маллеора и княжество Каингорн (впоследствии исключён).
- Цидарис

Небольшое королевство, расположенное на севере полуострова Бремервоорд, на востоке граничит с Темерией. В королевстве развито рыболовство, добыча жемчуга и янтаря. В наличии Цидариса имеется сильный морской флот, защищающий это и соседние королевства. Столица Цидариса с одноимённым названием славится своим морским базаром, где можно купить множество экзотических и редких товаров, привозимых туда из разных уголков мира.
- Содден

Королевство, располагавшееся на берегах реки Яруги. После Первой Северной войны было разделено на Нижний Содден, отошедший Нильфгаарду, и Верхний Содден, отошедший Темерии. После заключения Цинтрийского мира Содден полностью перешёл под контроль Темерии.
- Княжество Туссент

Протекторат Нильфгаарда с княгиней Анной Генриеттой (Анариеттой) во главе. Занимает чрезвычайно малую территорию. Княжество живёт за счёт винной промышленности. Оплот рыцарских традиций и куртуазности.

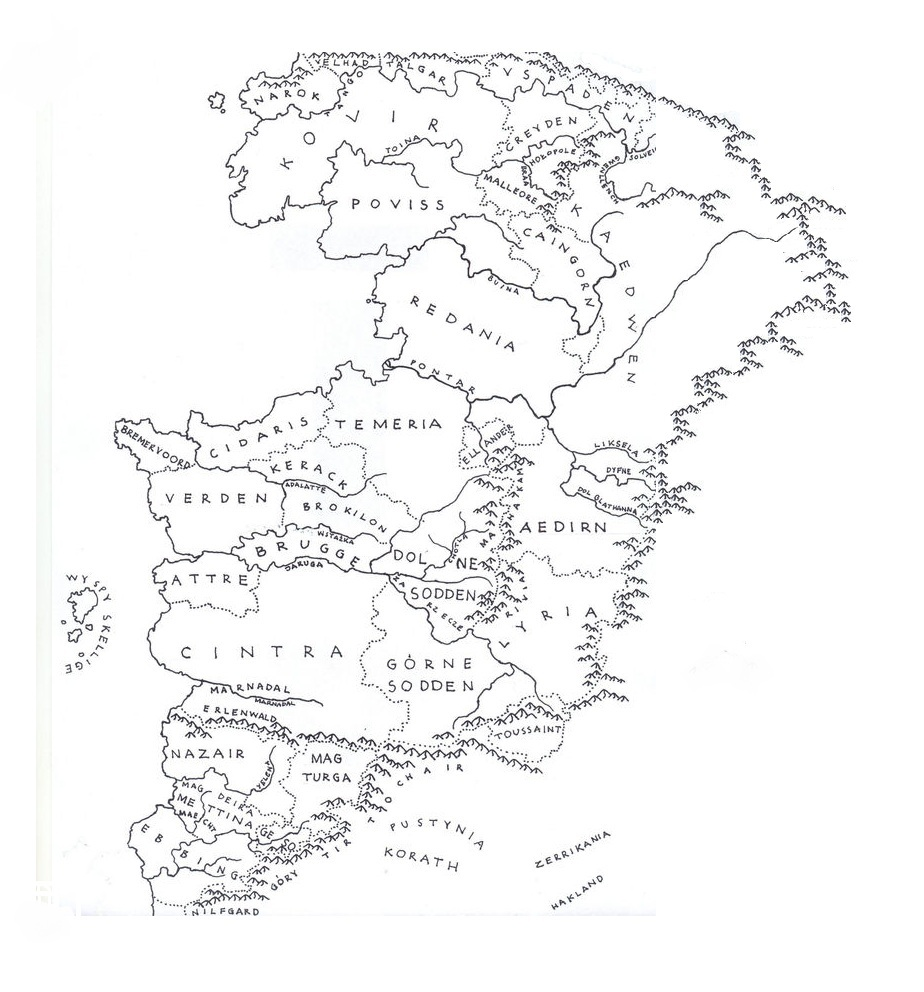
Карта Мира «Ведьмака»

- Брокилон (Brokilon) — государство дриад, граничит с Темерией, Вердэном, Цидарисом, Цинтрой. Большую часть площади занимает лес.
- Дол Блатанна — государство свободных эльфов с правительницей Францеской Финдабаир во главе. Марионеточное государство, созданное императором Нильфгаарда.
- Государство островов Скеллиге (Skellige) — самостоятельное государство недалеко от берегов Цинтры. Обитатели славятся как великолепные мореходы и свирепые пираты, а их флот сильнейший на Севере. Поддержало Север во время войны с Нильфгаардом. Фактическим правителем Скеллиге является ярл Крах ан Крайт, племянник и командующий флотом короля Брана ан Тиршаха.
- Зеррикания (Zerrikania) — страна на юге, к востоку от Нильфгаарда. Кем она управляется, неизвестно.
- Хакланд — страна на востоке, дальше Зеррикании.
- Офир и Зангвебар — страны, находящиеся за морем, далеко на западе от Северных Королевств.

## Организации и группировки

### Скоя’таэли
Скоя’таэли (в переводе со Старшей Речи — «бе́лки») — партизанское движение нелюдей. Впервые упоминаются в книге «Кровь эльфов» как эльфьи «бригады» (банды), разбойничающие в темерских лесах. В состав «бригад» также входили представители других Старших Народов — краснолюды, низушки.
Основным опознавательным знаком скоя’таэлей были шапки с беличьими хвостами, за что они и получили своё название. Также скоя’таэли использовали стрелы с особыми наконечниками, с остриями, расположенными под углом, «ввинчивающимися» в мишень, украшенные серыми перьями. Краснолюды-скоя’таэли заплетали бороду в две косы.

#### Деятельность
Идейной подоплёкой движения являлась борьба против теснивших старшие цивилизации людей, возвращение территорий, которые эльфы, гномы, краснолюды считали своими исконными. Движение носило как хаотичный (набеги) так и упорядоченный (участие в бунте на острове Танедд) характер.
После организации партизанского движения скоя’таэлей началась кампания против восставших эльфов в Темерии, в ответ эльфы разбились на мелкие бригады, рассредоточенные по лесам, чем усложнили задачу по их поимке. Скоя’таэли и люди истребляли друг друга со взаимной жестокостью, применяя сходные методы показательного устрашения противника: отряды человеческих армий свозили трупы эльфов на развилки дорог и вывешивали на столбах, а эльфы устраивали кровавые расправы над захваченными пленниками.
Во время Северных войн скоя’таэли активно сотрудничали с Империей, разоряя тылы северян даже во время официально объявленного перемирия.
Главный герой Саги, ведьмак Геральт, сталкивается с «белками» в Каэдвене, во время путешествия с группой Ярпена Зигрина и каэдвенскими военными. «Белки» нападают на караван, но терпят поражение и гибнут.
Затем, во время бунта на Танедде скоя’таэли во главе с Исенгримом Фаоильтиарной оказали помощь чародеям, сотрудничающим с Нильфгаардом. Затем, во время второй войны с Нильфгаардом, «белки» начали стекаться в Брокилон, получая от дриад лечение и другую помощь. Когда Нильфгаард вернул эльфам их исконные земли, Долину Цветов (Dol Blathanna), «белки» получили землю, борьбой за которую мотивировали свои дерзкие нападения. Формальной правительницей данного государства стала Францеска Финдабаир или Энид ан Глеанна, по прозвищу Маргаритка из Долин, которая ранее входила в магический Капитул, затем в чародейскую Ложу и должна была обеспечивать политическую поддержку движения.
Империя отреклась от «белок» ещё во время недолговечного перемирия между двумя Северными войнами (то же самое под нажимом имперских дипломатов вынуждены были сделать и эльфы Дол Блатанна). Когда Нильфгаард и Северные королевства заключили Цинтрийский мир, положивший конец Северным войнам, состоявшие на службе империи офицеры-эльфы из бригады «Врихедд» по условиям договора были выданы нордлингам. Лишь немногим из выданных удалось избежать гибели, в их числе был самый известный из командиров скоя’таэлей — Исенгрим Фаоильтиарна.
В игре «Ведьмак», действие которой происходит через пять лет после окончания Саги, «белки» сплотились вокруг нового лидера — Яевинна. Перед игроком встаёт выбор: уничтожить их, встать на их сторону, либо же принять нейтралитет.

### Крысы
Крысы Пограничья — подростковая банда («ганза» на сленге разбойников), промышляющая грабежом и убийствами на территории завоёванных империей Нильфгаард княжеств. В составе банды Крыс одна из главных героинь «саги», Цири, находит убежище от преследующих её нильфгаардских ловчих.
Крысы занимались грабежом и перепродажей награбленного, в основном, породистых лошадей, отнятых у дворян. У Крыс был свой «кодекс чести», они не пускали в ганзу посторонних, никому не доверяли, жестоко мстили за предательство. В правила банды входила обязательная раздача денег в деревнях, около которых они разбойничали, чтобы местные жители не выдавали их нисарам (отрядам милиции, состоящим на жаловании нильфгаардских баронов).
За удаль и дерзость Крысы стали так популярны, что их стиль одежды и манера поведения вошли в моду среди молодёжи. Официальные власти — и практически все феодалы, во владениях которых орудовала банда — всё время существования Крыс вели на них открытую охоту.
Члены банды, за исключением Цири, погибли от руки наёмного убийцы Лео Бонарта, нанятого одним из местных баронов.

## Календарь

Календарь

### Календарь эльфов
Эльфийский календарь построен по Солнцу. У него восемь периодов, называемых Savaed:
- Саовина (Saovine)
- Йуле (Yule)
- Имбаэлк (Imbaelk)
- Бирке (Birke)
- Блатхе (Blathe)
- Феаинн (Feainn)
- Ламмас (Lammas)
- Велен (Velen)

Новый год начинается 1-го числа Саовины (начало ноября).
Существует восемь важных дат, праздников: два Солнцестояния (Солтыция) и два Равноденствия (Эквинокция), а также четыре даты, связанные не с планетами, а с магией:
- Мидинваэрне — зимний Солтыций
- Имбаэлк (Imbaelk) — Почкование
- Бирке — весенний Эквинокций
- Беллетэйн (Belleteyn) — Цветение
- Мидаете — летний Солтыций
- Ламмас (Lammas) — Созревание
- Велен — осенний Эквинокций
- Саовина (Saovine) — Замирание

### Календарь людей
Календарь людей основан на фазах Луны. Год разделён на 12 месяцев, каждый месяц начинается с новолуния. Также люди переняли все 8 праздников эльфов и подстроили их под свой календарь.